# Zamarada pelobasis
Zamarada pelobasis är en fjärilsart som beskrevs av Fletcher 1974. Zamarada pelobasis ingår i släktet Zamarada och familjen mätare. Inga underarter finns listade i Catalogue of Life.